# Азотування

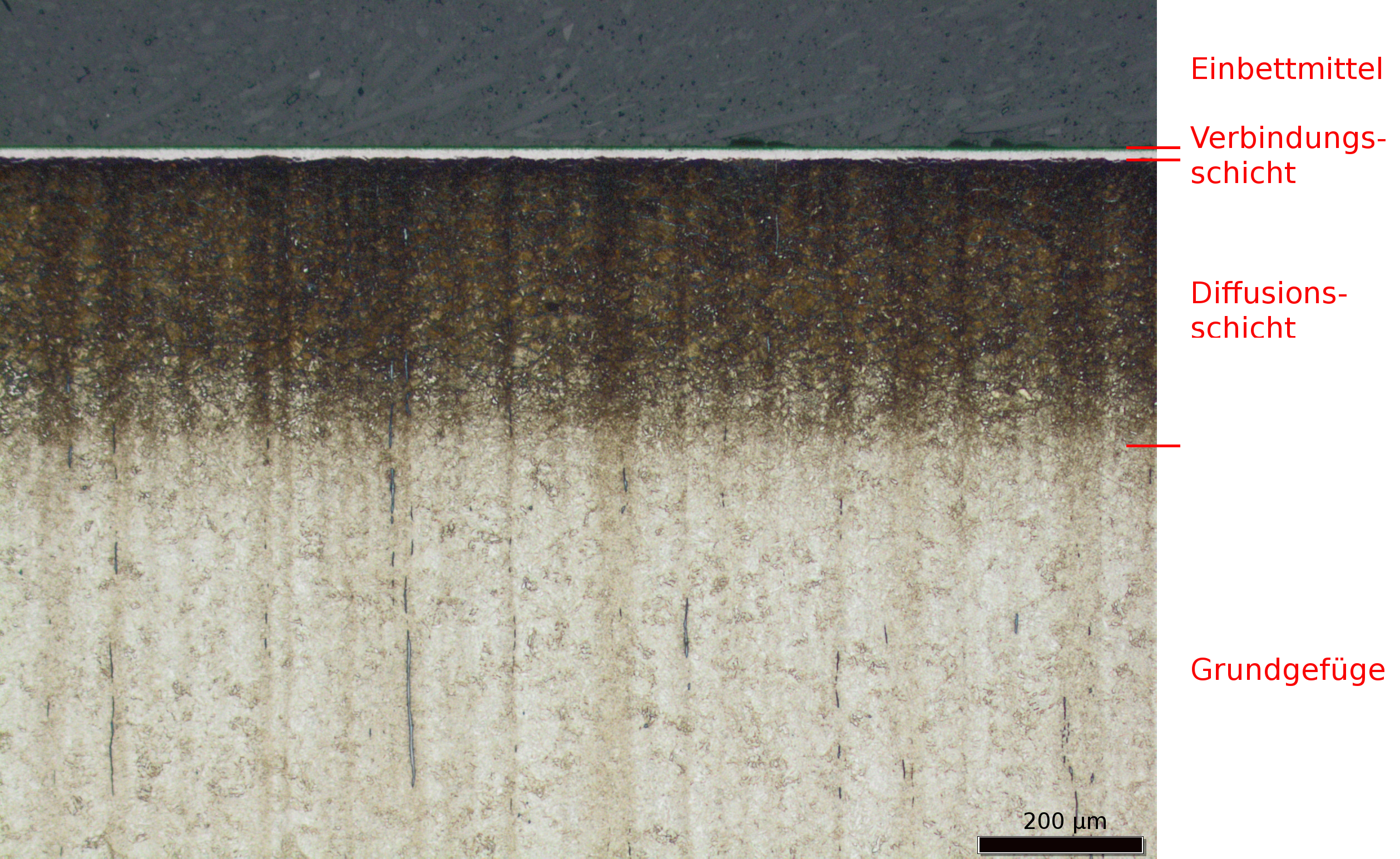
Азотований шар (позначено Diffusions-schicht) у перерізі виробу із сталі марки 31CrMoV9. Обробляли протягом 12 годин при 570 °C

Азотува́ння (часом нітрування, але не плутати з нітруванням в органічній хімії) — вид хіміко-термічної обробки, котрий полягає у насиченні азотом поверхневого шару металевих виробів для підвищення твердості, стійкості проти спрацювання, витривалості та корозійної стійкості в різних агресивних середовищах.

## Азотування сталей
Міцнісне азотування виробів проводять при температурі 500…600 °C у камерних, шахтних, контейнерних або ковпакових печах, в які подають струмину сухого аміаку. В печі аміак розпадається на водень і азот. Легуючі елементи (алюміній, молібден, ванадій, хром) утворюють з азотом стійкі хімічні сполуки — нітриди, які надають виробам великої твердості (1200 за Віккерсом). Товщина азотованого шару становить 0,3…0,6 мм при витримуванні у печі від 24 до 90 год.
Азотування підвищує твердість поверхневого шару, зносостійкість, витривалість і корозійну стійкість сталевих виробів. Азотований шар має твердість 700…1200 HV, (58…72 HRC), яка зберігається при робочих температурах до 600 °C.
Азотуванню піддають циліндри і клапани двигунів, зубці шестерень, сідла до клапанів, шпинделі і ходові гвинти швидкохідних верстатів тощо. Азотування підвищує також стійкість вимірювального інструмента, який застосовується в машинобудуванні (різьбові пробки і кільця, плоскі калібри, скоби, шаблони тощо). Азотування виробів провадять після механічної і термічної обробки.
Антикорозійному азотуванню (температура 600…700 °С) піддають також вироби з вуглецевої сталі з утворенням азотованого шару завтовшки 0,01…0,04 мм при витримуванні у печі протягом 15 хв для дрібних деталей і до 10 год — для великих.

## Азотування чавунів
Для азотування чавунів використовують переважно сірі чавуни з хромом, нікелем, молібденом та іншими нітридоутворювальними елементами, а також високоміцний чавун. Перед азотуванням сірі чавуни відпалюють при 950…1000 °С протягом 4…12 годин для розпаду цементиту. Для надання металевій основі після відпалу високих механічних властивостей чавун гартують від 800…850 °С в оливі з короткочасним відпуском при 600 °С.
Азотування чавунів роблять при нагріванні виробів до температур 550…580 °С, витримки від 50 до 70 годин і охолодженні з піччю. При цьому відбувається підвищення твердості (до 600…1000 НВ), зносостійкості та корозійної стійкості в газовому середовищі.

## Азотування титанових сплавів
Вироби із сплавів титану обробляють при температурі 850...950 °С протягом 10...50 год у середовищі технічного азоту, очищеного від кисню і вологи.

## Переваги та недоліки
Переваги азотування порівняно з цементацією:
- вища твердість і зносостійкість поверхневого шару;
- властивості зберігаються до температур 450…500 °С проти 200…225 °С після цементації.

Головний недолік азотування — велика тривалість процесу.